# Бардоньово
Бардоньово (словац. Bardoňovo) — село, громада округу Нове Замки, Нітранський край. Кадастрова площа громади — 23.81 км².
Населення 689 осіб (станом на 31 грудня 2024 року).

## Історія
Бардоньово згадується 1269 року.

## Географія
Протікає річка Черешньовка.

## Населення
| Рік:            | 1994. | 2004.   | 2014.    | 2024.   |
| --------------- | ----- | ------- | -------- | ------- |
| Кількість осіб: | 953   | 876     | 750      | 689     |
| Різниця:        |       | -8,07 % | -14,38 % | -8,13 % |

| Рік:            | 2023. | 2024.   |
| --------------- | ----- | ------- |
| Кількість осіб: | 657   | 689     |
| Різниця:        |       | +4,87 % |